# Merle Barwis
Merle E. Barwis (nascida Stedwell; 23 de dezembro de 1900 – 22 de novembro de 2014) foi uma supercentenária americana-canadense que no momento da morte aos 113 anos e 334 dias, era a residente viva mais velha do Canadá. Ela se tornou a pessoa viva mais velha do Canadá em 18 de abril de 2012 após morte de Cora Hansen.  Barwis foi a última pessoa canadense a 
ter nascido durante o reinado da Rainha Vitória. 

## Biografia
Merle Barwis nasceu em 23 de dezembro de 1900, em Des Moines, Iowa. Alguns anos depois, sua família mudou-se para Saskatchewan, Canadá. Ela se casou com Dewey Barwis em 1923 e teve três filhos. Seu marido trabalhou no Canadian Pacific Railway. Em 1952, seu marido se aposentando, sua família mudou-se para Victoria, Colúmbia Britânica. Seu marido morreu em 1966. Ela tinha dois filhos, 10 netos e 17 bisnetos.
No momento de sua morte, ela era a quarta pessoa mais velha do Canadá de sempre e a pessoa mais velha que morava na Colúmbia Britânica.